# Файерзингер, Лаура
Лаура Файерзингер (нем. Laura Feiersinger; род. 5 апреля 1993[…], Зальфельден-ам-Штайнернен-Мер, Зальцбург) — австрийская футболистка, полузащитница немецкого клуба «Кёльн» и сборной Австрии. Дочь бывшего футболиста Вольфганга Файерзингера.

## Биография
Профессиональную карьеру начала в 2008 году в составе клуба «Хоф». В 2010 году подписала контракт с дебютантом Бундеслиги «Херфордером». Дебютировала за клуб 15 августа 2010 года в матче против «Баварии». Всего в сезоне 2010/11 сыграла в 18-ти матчах, забив 7 мячей.
Перед стартом сезона 2011/12 перешла в «Баварию». В дебютной игре забила мяч в ворота «Байера».
В 2016 году перешла в «Санд».
В составе сборной Австрии на Евро-2017 дошла до полуфинала.

## Достижения

### Клубные
Бавария:
- Чемпионка Германии: 2014/15, 2015/16
- Обладательница Кубка Германии: 2011/12
- Обладательница Кубка Бундеслиги: 2011

### Сборная
Австрия:
- Победительница Кубка Кипра: 2016

### Индивидуальные
- Футболистка года Австрии: 2012